# Gabriela Valentán
Gabriela Valentán es una productora mexicana, conocida principalmente por sus telenovelas y series que se transmiten por Telemundo y Canal Once. Ha colaborado con casas productoras como Argos Comunicación, Teleset y Fox Telecolombia.

## Trayectoria

### Directora de producción
Dopamine
- María Magdalena (2019)[1]

### Productora ejecutiva
Fox Telecolombia
- José José, el príncipe de la canción (2018)[2][3]

Argos Comunicación
- Bienvenida realidad (2011)[4]
- La patrona (2013)[5]
- La doña (2016-2017)[6]

Canal Once
- El diván de Valentina (2002-2005)[7]
- Kin (2015)[8]
- Juana Inés (2016)[9]

Sony Pictures Television y Teleset
- Señorita Pólvora (2014)
- El mariachi (2014)
- La querida del Centauro (2015)[10]
- El Dandy (2015)

TV Azteca
- Campeones de la vida (2006)